# Money (Marracash e Guè)
Money è un brano musicale dei rapper italiani Marracash e Guè, estratto dall'album in studio Santeria e pubblicato il 7 giugno 2016.
Sebbene non sia stato estratto come singolo, il brano è stato certificato disco d'oro dalla FIMI per aver venduto oltre 25 000 copie.

## Descrizione
Money è un brano che rimanda all'hip hop degli anni '90 con un ritornello costituito da una voce modificata nello stile degli Alvin and the Chipmunks.

## Classifiche
| Classifica (2016) | Posizione massima |
| ----------------- | ----------------- |
| Italia            | 50                |